# Glauco Lombardi
Glauco Lombardi (Colorno, 28 ottobre 1881 – Colorno, 28 luglio 1970) è stato un antiquario e giornalista italiano.
Dopo gli studi classici, nel 1907 conseguì l'abilitazione all'insegnamento della storia dell'arte, ma non esercitò mai la professione. Di famiglia abbiente, la sua passione per gli studi storici ed artistici lo portò fin da giovanissimo ad impegnarsi in ricerche sulla storia degli edifici monumentali di Colorno.
Nel 1904 pubblicò la sua prima monografia, La Versailles dei Farnesi, in cui traccia la storia del Palazzo Ducale di Colorno, contenente molti dati frutto di ricerche personali. Nel 1909, dopo estese ricerche, scrisse una monografia sul Teatro Farnese di Parma. In quegli anni intraprese una battaglia culturale per il recupero di arredi e opere d'arte appartenuti alla residenza colornese dei duchi di Parma. Questa raccolta, che costituì il primo nucleo del Museo Lombardi, venne ospitata nei locali del palazzo ducale di Colorno a partire dal 1915. Nel 1925 la raccolta si arricchì di disegni e altri oggetti dell'architetto Petitot. Si deve a lui anche il recupero di opere e documenti dell'incisore Paolo Toschi, a cui Lombardi dedicò due mostre.
Nel 1912 fondò, assieme a Giuseppe Melli, la rivista Aurea Parma. Fu corrispondente per molti anni del Resto del Carlino. Pur considerandosi un dilettante in questo campo, si dedicò con passione anche alla fotografia, realizzando servizi fotografici su Colorno pubblicati su vari giornali e riviste locali. Aveva un laboratorio in cui sviluppava in proprio le fotografie.
Nel 1919 scrisse, assieme al senatore Giovanni Mariotti, l'opera Ciò che Parma rivendica dei nostri Palazzi reali, in cui si dà una descrizione dettagliata delle opere d'arte accumulate dai Borbone e da Maria Luigia d'Austria, asportate dopo l'unità d'Italia per adornare le regge sabaude. Lombardi chiese la restituzione integrale degli arredi asportati ma incontrò la tenace resistenza dei direttori dei musei. La coraggiosa lotta da lui ingaggiata richiamò l'attenzione della stampa italiana e straniera, specie francese. Solo pochi reperti vennero però recuperati. Tra questi la Quadreria Farnesiana, ritrovata dallo stesso Lombardi nei magazzini del Museo Nazionale di Napoli, e l'Archivio delle Reggie Parmensi, ritrovato a Palazzo Pitti e restituito all'Archivio di Stato di Parma nel 1923.
Nel 1934 Lombardi riuscì ad acquistare dal conte Giovanni Sanvitale, pronipote di Maria Luigia, numerosi oggetti a lei appartenuti.
Partecipò alle celebrazioni bodoniane del 1940, pubblicando il saggio Il dissidio di G. B. Bodoni con i suoi migliori allievi: gli Amoretti in Archivio storico per le Province Parmensi.
Nel dopoguerra iniziò il trasferimento della raccolta di Lombardi alla nuova sede del Museo Lombardi nel Palazzo di Riserva in via Garibaldi a Parma, che fu inaugurata nel 1961 alla presenza del Presidente della Repubblica Giovanni Gronchi.
Morì il 28 luglio 1970, all'età di 88 anni. Riposa nel cimitero comunale di Colorno.